# Wyższe Seminarium Duchowne Zakonu Paulinów
Wyższe Seminarium Duchowne Zakonu Paulinów – seminarium duchowne, przygotowujące do święceń kapłańskich kleryków z Zakonu Świętego Pawła Pierwszego Pustelnika (paulinów)

## Historia
W 1653 r. paulini otrzymali pozwolenie od Stolicy Apostolskiej na otworzenie domu studiów filozoficzno-teologicznych w swoim klasztorze na Skałce w Krakowie. 
Po I wojnie światowej władze zakonu postanowiły przy klasztorze wybudować osobny budynek seminaryjny, w którym miejsce znalazłoby także gimnazjum męskie. Został on wzniesiony w latach 1933-1935 według projektu Adolfa Szyszko-Bohusza, krakowskiego architekta i konserwatora. Budynek ma cztery kondygnacje, a jego prostą i zwartą bryłę wzniesioną w żelbetowej konstrukcji wieńczy płaski dach.  Aranżację wnętrz oraz większość modernistycznych elementów wyposażenia zaprojektował sam Adolf Szyszko-Bohusz. Najciekawszym z pomieszczeń jest kaplica nakryta żelbetowym kasetonowym stropem. W przestrzeni kaplicy dominują okulusy. Architektura gmachu stanowi jeden z najwcześniejszych pod Wawelem przykładów sięgnięcia po wzory nowoczesne w okresie międzywojennym. 
Po II wojnie światowej władze państwowe zajęły budynek na świeckie cele oświatowe, a klerycy musieli przeprowadzić się do pobliskiego klasztoru. Do 1975 r. w gmachu seminaryjnym znajdowało się Seminarium Nauczycielskie, a do 1992 r. VI Liceum Ogólnokształcące im. Adama Mickiewicza. Następnie budynek powrócił do prawowitych właścicieli, zostając ponownie zaadaptowany na potrzeby seminarium duchownego.  
Seminarium jest afiliowane do Wydziału Teologicznego Papieskiego Uniwersytetu Jana Pawła II w Krakowie. Obecny rektorem seminarium (od 2020 r.) jest o. dr Mariusz Tabulski OSPPE. W 2020 r. w seminarium kształciło się 56 kleryków. 

## Rektorzy
- o. Klemens Izdebski 1938–1939
- o. Ludwik Nowak 1939–1946
- o. Leonard Ligęza 1946–1949
- o. Hieronim Pośpiech 1952–1955
- o. Ferdynand Pasternak 1955–1957
- o. Krzysztof Kotnis 1957–1959
- o. Serafin Łukasik 1959–1963
- o. Sykstus Szafraniec 1963–1966
- o. Serafin Łukasik 1966–1969
- o. Józef Płatek 1969–1972
- o. Adam Piecuch 1972–1973
- o. Rufin Abramek 1975–1978
- o. Stanisław Turek 1978–1984
- o. Zachariasz Jabłoński 1984–1987
- o. Bronisław Krąp 1987–1993
- o. Zygmunt Okliński 1993–1996
- o. Jan Mazur 1996–2002
- o. Andrzej Napiórkowski 2002–2008
- o. Michał Lukoszek 2008–2014
- o. Grzegorz Prus 2014–2020
- o. Mariusz Tabulski 2020–